# Río Ostravice
El río Ostravice (en checo: Ostravice, en polaco: Ostrawica) es un río emplazado en la región de Moravia-Silesia, en la República Checa. Su nacimiento se encuentra en los Beskides moravo-silesios y luego transcurre a través de las localidades de Ostravice, Frýdlant nad Ostravicí, Frýdek-Místek, Paskov y Ostrava donde desemboca en el Óder.
Este río forma la frontera entre las regiones históricas de Moravia (margen izquierdo) y Silesia (margen derecho).

## Nacimiento
Su nacimiento surge por la confluencia de los ríos Bílá Ostravice (White Ostravice) y Černá Ostravice (Black Ostravice). Tras su comienzo se encuentra la presa de Šance. El río serpentea a través de las colinas de Ostravice y de Frýdek-Místek para acabar llegando a la llanura en la que se encuentra la región industrial de Ostrava.